# Cuvier-féle csőröscet
A Cuvier-féle csőröscet (Ziphius cavirostris) az emlősök (Mammalia) osztályának párosujjú patások (Artiodactyla) rendjébe, ezen belül a csőröscetfélék (Ziphiidae) családjába tartozó faj.
Családjának a típusfaja és egyben nemének az egyetlen faja is.

## Előfordulása
A Cuvier-féle csőröscet a nyílt tengerekben, szinte az egész világon elterjedt a sarki tengerek kivételével, és a hidegebb vizekben is kevésbé gyakori. Az európai partokhoz ritkán vetődik el, de a Földközi-tengerben, a Vizcayai-öbölben és a spanyol partoknál azért gyakrabban megfigyelik.

## Megjelenése
Testhossza 500-700 centiméter, kiálló, csőrszerű arcorra és kissé kidomborodó feje van. Orrürege a fejcsúcstól a teljes hossz körülbelül egynyolcadára-egytizedére nyílik. A hátuszony és a farokúszó között néhány kúpszerű kiemelkedés látható. A torkon két barázda fut szét elölről hátrafelé. A hímeknek, de ritkábban a nőstényeknek is, a két alsó állkapocsfél csúcsán egy-egy kúpos fog ül. A nőstények többi foga, és részben a hímeké is, a fogínyben rejtőzik. Ezenkívül a csőröscetek egész családjára jellemző, hogy farokúszójuk hátsó széle nincsen középen bemetszve. A Cuvier-féle csőröscet a leggyakoribb, sötét teste többnyire láthatóan elüt világos fejétől és háti oldalától. Színezete azonban erősen változó.

## Életmódja
Túlnyomórészt szabadon úszó tintahalakkal táplálkozik. 30-40 fős csapatokban úszik. Meglehetősen egyszerre buknak le és jönnek fel, egyszerre általában körülbelül 10 percig tartózkodnak a felszínen és 20-40 percig a víz alatt. Ez az állat tartja a merülési rekordot az emlősök között, 2992 métert.
A Cuvier-féle csőröscet szaporodási ideje, évszakos vándorlása és világállományának nagysága kevéssé ismert.